# Станиславовка (Каменец-Подольский район)
Станиславовка (укр. Станіславівка) — село в Каменец-Подольском районе Хмельницкой области Украины.
Население по переписи 2001 года составляло 113 человек. Почтовый индекс — 32394. Телефонный код — 3849. Занимает площадь 0,369 км².

## Местный совет
32394, Хмельницкая обл., Каменец-Подольский р-н, с. Врублевцы